# Barnadesia parviflora
Barnadesia parviflora là một loài thực vật có hoa trong họ Cúc. Loài này được Spruce ex Benth. & Hook.f. mô tả khoa học đầu tiên.